# Pentecost III
Albums de Anathema
Serenades
(1993) The Silent Enigma
(1995)
Pentecost III est le deuxième EP du groupe anglais de doom-death metal Anathema, publié en mai 1995, par Peaceville Records. Il s'agit du dernier enregistrement du groupe avec Darren White.

## Liste des titres
Toute la musique est composée par Anathema.
| No | Titre                                             | Durée |
| -- | ------------------------------------------------- | ----- |
| 1. | Kingdom                                           | 9:31  |
| 2. | Mine Is Yours to Drown In (Ours Is the New Tribe) | 5:40  |
| 3. | We, the Gods                                      | 9:58  |
| 4. | Pentecost III                                     | 3:54  |
| 5. | Memento Mori                                      | 8:12  |